# Palenque
Palenque, também antigamente conhecido na língua Itza como Lakamhaʼ,  é um sítio arqueológico maia no sul do México que pereceu no século VIII. As ruínas de Palenque datam de cerca de 226 a.C. a cerca de 799 d.C. Após seu declínio, foi coberto pela selva de cedros, mogno e sapotilas, mas desde então foi escavado e restaurado. Ele está localizado perto do rio Usumacinta no estado mexicano de Chiapas, cerca de 130 km (81 milhas) ao sul de Ciudad del Carmen, 150 metros (490 pés) acima do nível do mar. É adjacente à moderna cidade de Palenque, Chiapas. A média é de 26 °C (79 °F) úmidos, com cerca de 2 160 milímetros (85 pol) de chuva por ano.
Palenque é um local de tamanho médio, menor do que Tikal, Chichen Itza ou Copán, mas contém algumas das melhores arquiteturas, esculturas e esculturas em baixo-relevo que os maias produziram. Grande parte da história de Palenque foi reconstruída a partir da leitura das inscrições hieroglíficas nos muitos monumentos; Os historiadores agora têm uma longa sequência da dinastia governante de Palenque no século V e amplo conhecimento da rivalidade da cidade-estado com outros estados, como Calakmul e Toniná. O governante mais famoso de Palenque foi K'inich Janaab Pakal, ou Pacal, o Grande, cujo túmulo foi encontrado e escavado no Templo das Inscrições. Em 2005, a área descoberta cobria até 2,5 km2 (1sq mi), mas estima-se que menos de 10% da área total da cidade é explorada, deixando mais de mil estruturas ainda cobertas por selva.

## História
Seres mitológicos usando uma variedade de glifos emblemáticos em seus títulos sugerem uma história inicial complexa. Por exemplo, Kʼukʼ Bahlam I, o suposto fundador da dinastia Palenque, é chamado de Toktan Ajaw no texto do Templo da Cruz Foliada.
As famosas estruturas que conhecemos hoje provavelmente representam um esforço de reconstrução em resposta aos ataques da cidade de Calakmul e seus estados clientes em 599 e 611.  Uma das principais figuras responsáveis pela reconstrução de Palenque e por um renascimento na arte e arquitetura da cidade é também um dos mais conhecidos Maya Ajaw, Kʼinich Janaabʼ Pakal (Pacal, o Grande), que governou de 615 a 683. Ele é conhecido através de seu monumento funerário apelidado de Templo das Inscrições, após o longo texto preservado na superestrutura do templo. Na época em que Alberto Ruz Lhuillier escavou o túmulo de Pakal, era o mais rico e mais bem preservado de qualquer enterro cientificamente escavado então conhecido das Américas antigas. Manteve esta posição até a descoberta dos ricos enterros Moche em Sipan, Peru e as recentes descobertas em Copan e Calakmul.
Além da atenção que o túmulo de K'inich Janaab' Pakal trouxe para Palenque, a cidade é historicamente significativa por seu extenso corpus hieroglífico composto durante os reinados de Janaab' Pakal, seu filho Kʼinich Kan Bahlam II, e seu neto K'inich Akal Mo' Naab', e por ser o local onde Heinrich Berlin e mais tarde Linda Schele e Peter Mathews delinearam a primeira lista dinástica para qualquer cidade maia. O trabalho de Tatiana Proskouriakoff, bem como o de Berlim, Schele, Mathews e outros, iniciou as intensas investigações históricas que caracterizaram grande parte da erudição sobre os antigos maias da década de 1960 até o presente. A extensa iconografia e corpus textual também permitiu o estudo da mitologia maia do período clássico e da prática ritual.

### Lista
Uma lista de possíveis e conhecidos governantes maias da cidade, com datas de seus reinados:
Governantes mitológicos e lendários:
- ?-Muwaan Mat c.2325 a.C.
- Uk'ix Chan c.987 a.C.
- Casper c.252 a.C.

Dinastia Palenque:
- K'uk' Bahlam I 431–c.435 d.C.
- "Casper" 435–c.487 d.C.
- B'utz Aj Sak Chiik 487–c.501 d.C.
- Ahkal Mo' Nahb I 501–524 d.C.
- K'an Joy Chitam I 529–565 d.C.
- Ahkal Mo' Nahb II 565–570 d.C.
- Kan Bahlam I 572–583 d.C.
- Yohl Ik'nal 583–604 d.C. (feminino)
- Ajen Yohl Mat 605–612 d.C.
- Janahb Pakal c.612 AD (posição incerta)
- Sak K'uk' 612–615 d.C. (feminino)
- K'inich Janaab Pakal I 615–683 d.C.
- K'inich Kan Bahlam II 684–702 d.C.
- K'inich K'an Joy Chitam II 702–711 d.C.
- K'inich Ahkal Mo' Nahb III 721–c.736 d.C.
- K'inich Janaab Pakal II c.742 d.C.
- K'inich Kan Bahlam III c.751 d.C.
- K'inich K'uk' Bahlam II 764–c.783 d.C.
- Janaab Pakal III 799–?

### Período clássico inicial
O primeiro ajaw, ou rei, de B'aakal que conhecemos foi K'uk Balam (Quetzal Jaguar), que governou por quatro anos a partir do ano 431. Depois dele, um rei chegou ao poder, apelidado de "Casper" pelos arqueólogos. Os dois reis seguintes eram provavelmente filhos de Casper. Pouco se sabia sobre o primeiro deles, B'utz Aj Sak Chiik, até 1994, quando uma tábua foi encontrada descrevendo um ritual para o rei. A primeira tábua mencionou seu sucessor Ahkal Mo' Naab I como um príncipe adolescente e, portanto, acredita-se que havia uma relação familiar entre eles. Por razões desconhecidas, Akhal Mo' Naab I tinha grande prestígio, de modo que os reis que o sucederam tinham orgulho de serem seus descendentes.
Quando Ahkal Mo' Naab I morreu em 524, houve um interregno de quatro anos, antes que o rei seguinte fosse coroado em Toktán em 529. K'an Joy Chitam Eu governei por 36 anos. Seus filhos Ahkal Mo' Naab II e K'an B'alam I foram os primeiros reis que usaram o título Kinich, que significa "o grande sol". Esta palavra foi usada também por reis posteriores. B'alam foi sucedido em 583 por Yohl Ik'nal, que supostamente era sua filha. As inscrições encontradas em Palenque documentam uma batalha ocorrida sob seu governo, na qual tropas de Calakmul invadiram e saquearam Palenque, um feito militar sem precedentes conhecidos. Esses eventos ocorreram em 599.
Uma segunda vitória de Calakmul ocorreu cerca de doze anos depois, em 611, sob o governo de Aj Ne' Yohl Mat, filho de Yohl Iknal. Nesta ocasião, o rei de Calakmul entrou pessoalmente em Palenque, consolidando um desastre militar significativo, que foi seguido por uma época de desordem política. Aj Ne' Yohl Mat morreria em 612.

### Período clássico tardio
B'aakal começou o período Clássico Tardio nos estertores da desordem criada pelas derrotas antes de Calakmul. Os painéis glíficos do Templo das Inscrições, que registra os eventos desta época, relata que algumas cerimônias religiosas anuais fundamentais não foram realizadas em 613, e neste ponto afirma: "Perdida é a divina senhora, perdida está o rei".  Menções ao governo na época não foram encontradas.
Acredita-se que após a morte de Aj Ne' Yohl Mat, Janaab Pakal, também chamado de Pakal I, assumiu o poder graças a um acordo político. Janaab Pakal assumiu as funções de ajaw (rei), mas nunca foi coroado. Ele foi sucedido em 612 por sua filha, a rainha Sak K'uk', que governou por apenas três anos até que seu filho tivesse idade suficiente para governar. Considera-se que a dinastia foi restabelecida a partir de então, então B'aakal retomou o caminho da glória e do esplendor.
O neto de Janaab Pakal é o mais famoso dos reis maias, K'inich Janaab' Pakal, também conhecido como Pakal, o Grande. Ele começou a governar aos 12 anos de idade, depois que sua mãe Sak Kuk renunciou ao cargo de rainha após três anos, passando assim o poder para ele. Pakal, o Grande, reinou em Palenque de 615 a 683, e sua mãe permaneceu uma força importante durante os primeiros 25 anos de seu governo. Ela pode ter governado junto com ele. Conhecido como o favorito dos deuses, ele levou Palenque a novos níveis de esplendor, apesar de ter chegado ao poder quando a cidade estava em um ponto baixo. Pakal casou-se com a princesa de Oktán, Lady Tzakbu Ajaw (também conhecida como Ahpo-Hel) em 624 e teve pelo menos três filhos.
A maioria dos palácios e templos de Palenque foram construídos durante seu governo; a cidade floresceu como nunca antes, eclipsando Tikal. O complexo central, conhecido como O Palácio, foi ampliado e remodelado em várias ocasiões, notavelmente nos anos 654, 661 e 668. Nesta estrutura, há um texto descrevendo como naquela época Palenque foi recentemente aliado com Tikal, e também com Yaxchilan, e que eles foram capazes de capturar os seis reis inimigos da aliança. Não havia muito mais traduzido do texto.
Após a morte de Pakal em 683, seu filho mais velho K'inich Kan B'alam assumiu a realeza de B'aakal, que por sua vez foi sucedido em 702 por seu irmão K'inich K'an Joy Chitam II. O primeiro continuou os trabalhos arquitetônicos e escultóricos que foram iniciados por seu pai, bem como terminou a construção do famoso túmulo de Pakal. O sarcófago de Pakal, construído para um homem muito alto, possuía a mais rica coleção de jade vista em um túmulo maia. Uma máscara de mosaico de jade foi colocada sobre seu rosto, e um terno feito de jade adornou seu corpo, com cada peça esculpida à mão e mantida unida por fio de ouro.
Além disso, K'inich Kan B'alam I iniciou projetos ambiciosos, incluindo o Grupo das Cruzes. Graças a inúmeras obras iniciadas durante seu governo, agora temos retratos deste rei, encontrados em várias esculturas. Seu irmão o sucedeu continuando a construção e a arte com o mesmo entusiasmo, reconstruindo e ampliando o lado norte do Palácio. Graças ao reinado desses três reis, B'aakal teve um século de crescimento e esplendor.
Em 711, Palenque foi saqueado pelo reino de Toniná, e o velho rei K'inich K'an Joy Chitam II foi feito prisioneiro. Não se sabe qual foi o destino final do rei, e presume-se que ele tenha sido executado em Toniná. Durante 10 anos não houve rei. Finalmente, K'inich Ahkal Mo' Nab' III foi coroado em 722. Embora o novo rei pertencesse à realeza, não há evidências de que ele era o herdeiro direto de K'inich K'an Joy Chitam II. Acredita-se, portanto, que esta coroação foi uma ruptura na linha dinástica, e provavelmente K'inich Ahkal Nab' chegou ao poder após anos de manobras e forjamento de alianças políticas. Este rei, seu filho e neto governaram até o final do século VIII. Pouco se sabe sobre esse período, exceto que, entre outros eventos, a guerra com Toniná continuou, onde há hieróglifos que registram uma nova derrota de Palenque.
Ocasionalmente, os senhores da cidade-estado eram mulheres. Sak Kuk governou em Palenque por pelo menos três anos a partir de 612 d.C., antes de passar seu título para seu filho. No entanto, a essas governantes foram atribuídos atributos masculinos. Elas foram apresentadas como mais masculinas, uma vez que assumiram papéis tipicamente ocupados por homens.

### Abandono
Durante o século VIII, B'aakal ficou sob crescente estresse, em conjunto com a maioria das outras cidades-estado maias clássicas, e não houve nova construção de elite no centro cerimonial algum tempo depois de 800. Uma população agrícola continuou a viver aqui por algumas gerações, então o local foi abandonado e foi lentamente cultivado pela floresta. O distrito era muito escassamente povoado quando os espanhóis chegaram pela primeira vez na década de 1520.

## Galeria

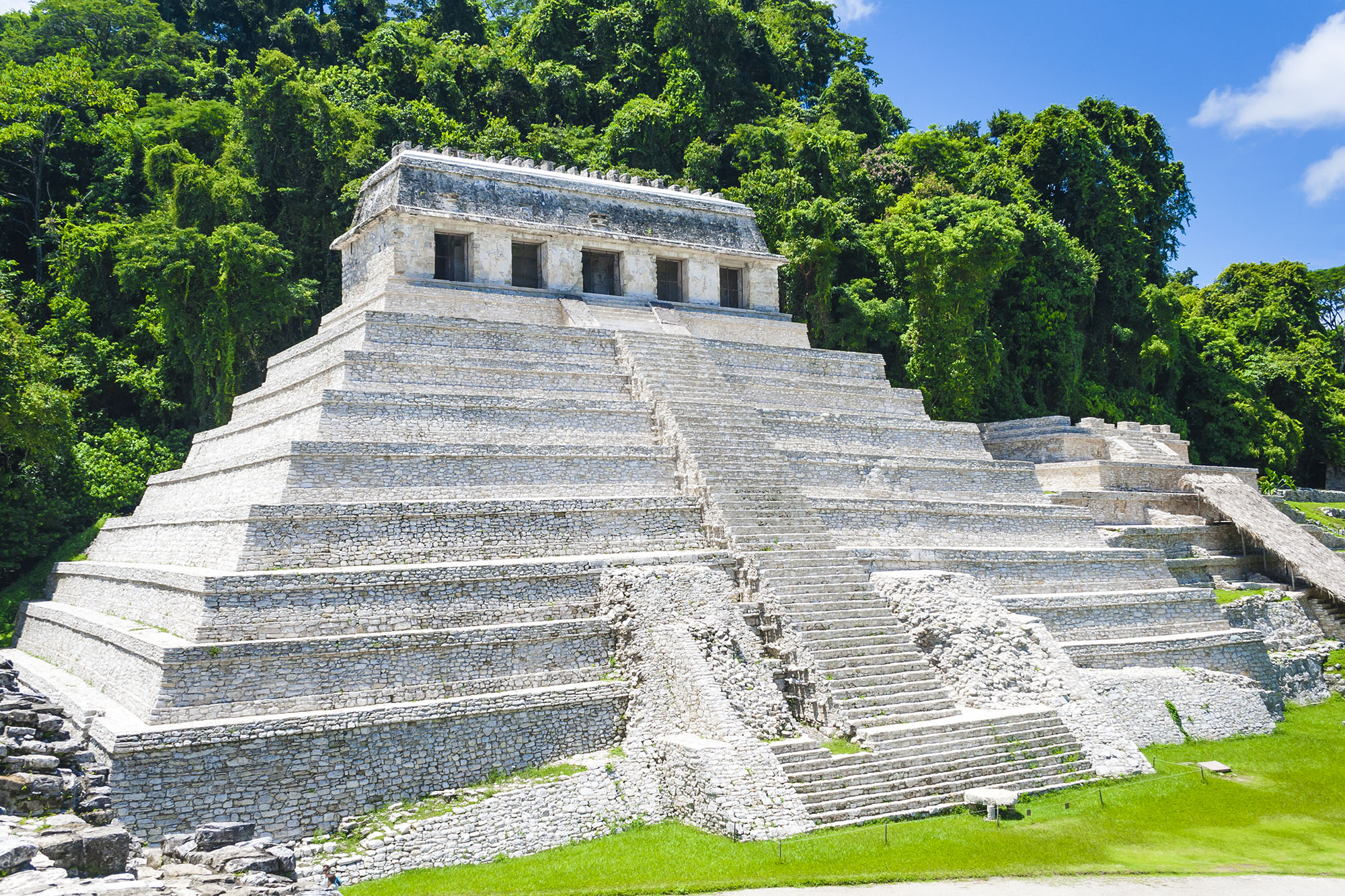
Templo das Inscrições
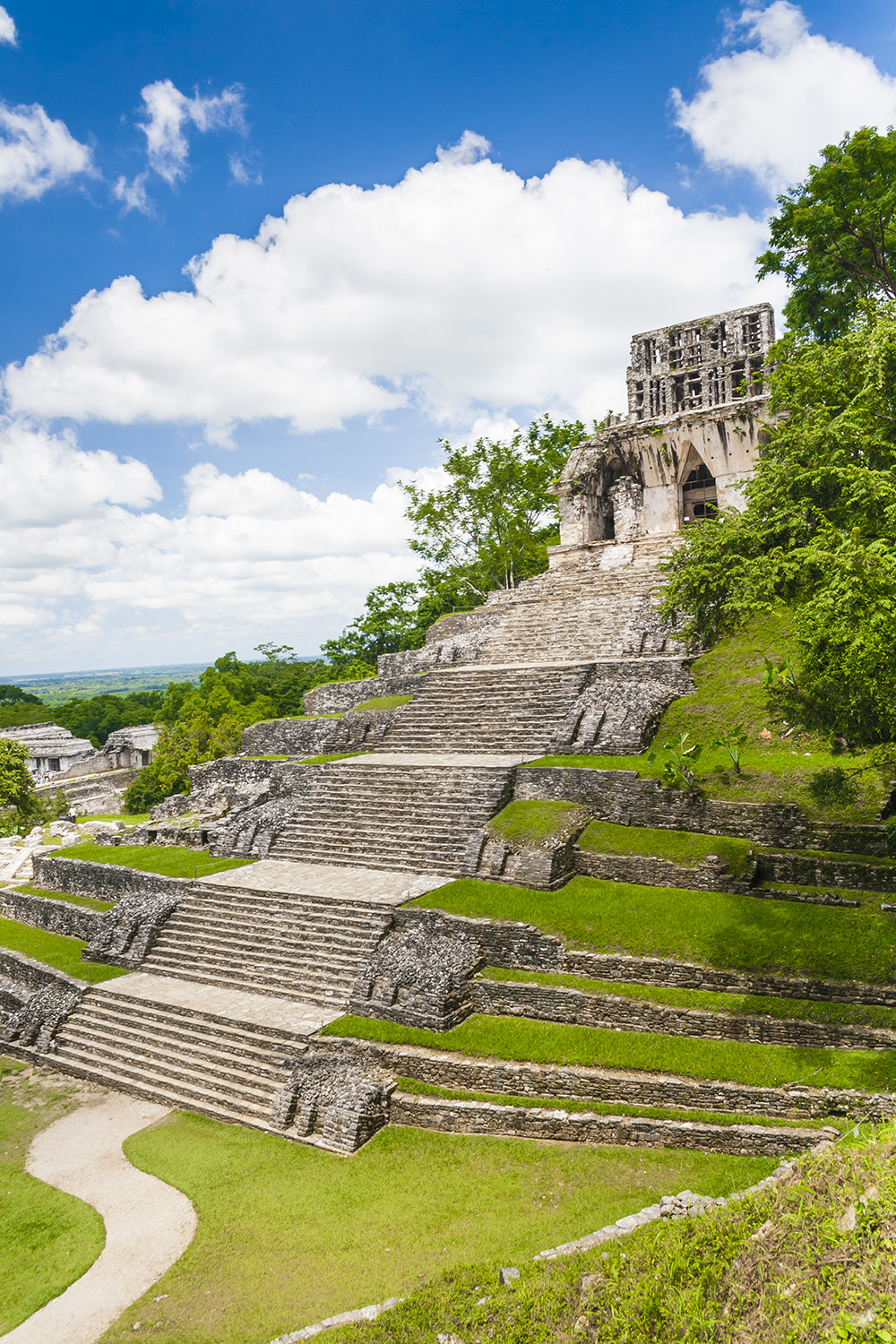
Templo de La Cruz
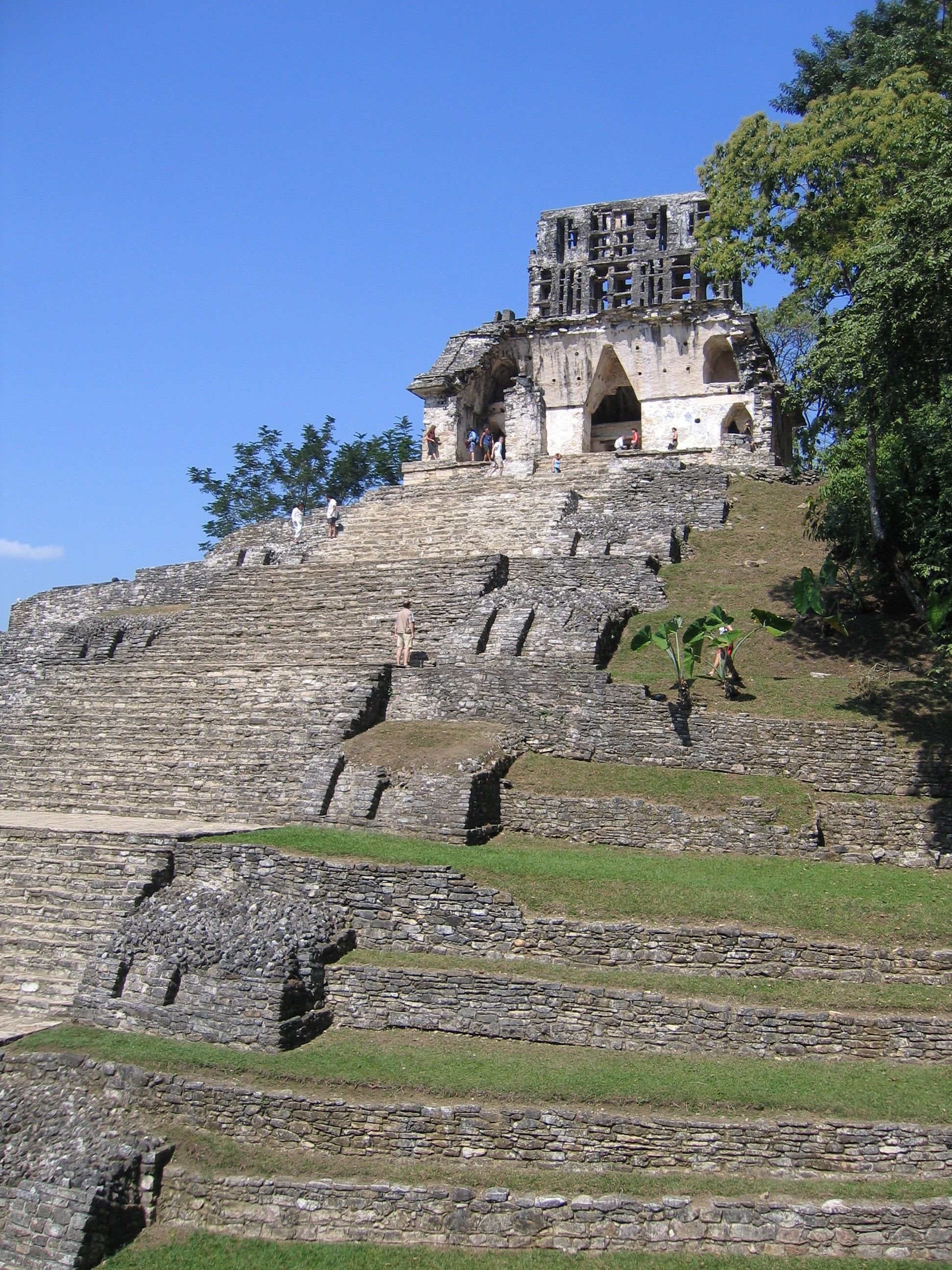
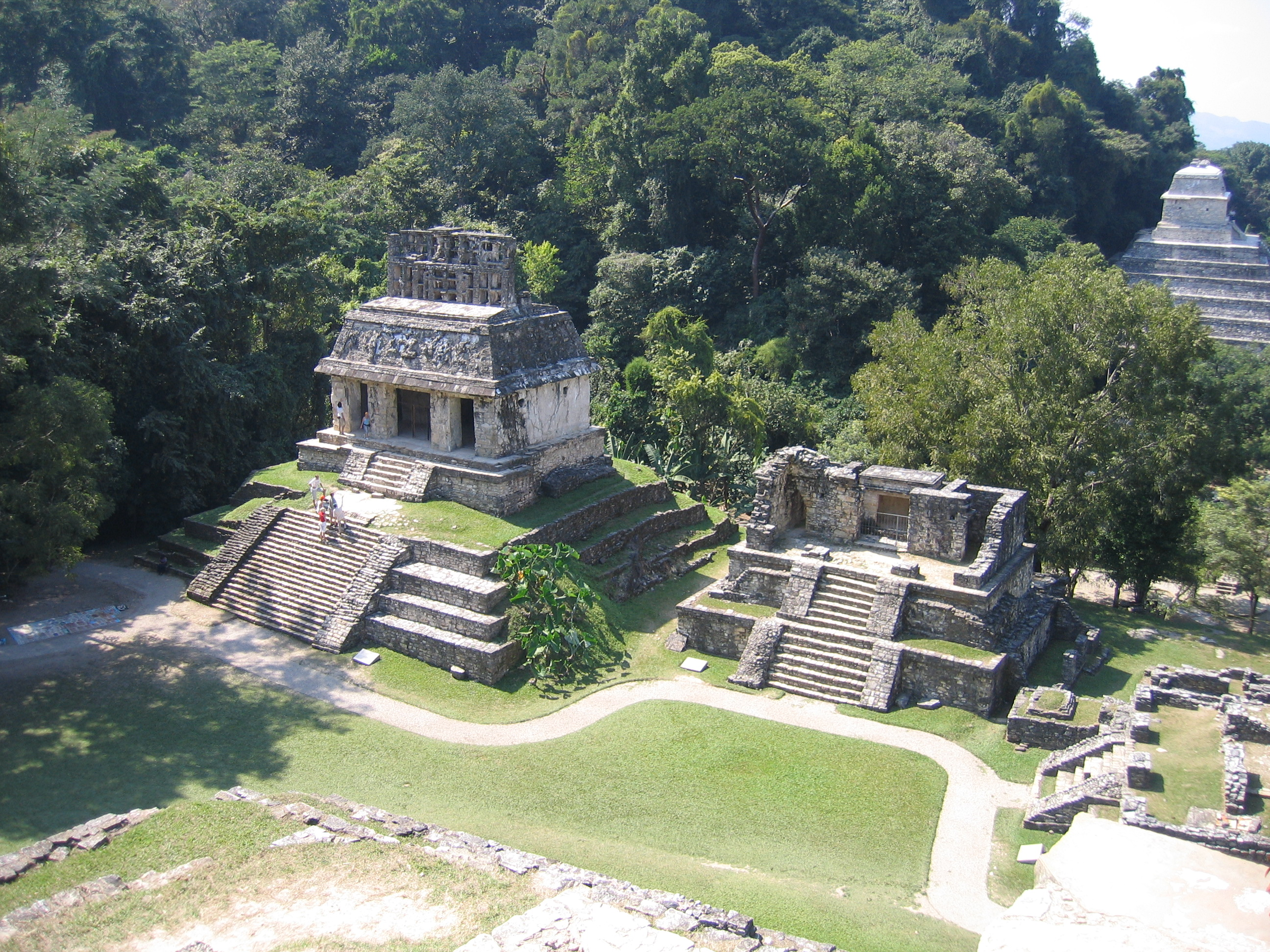

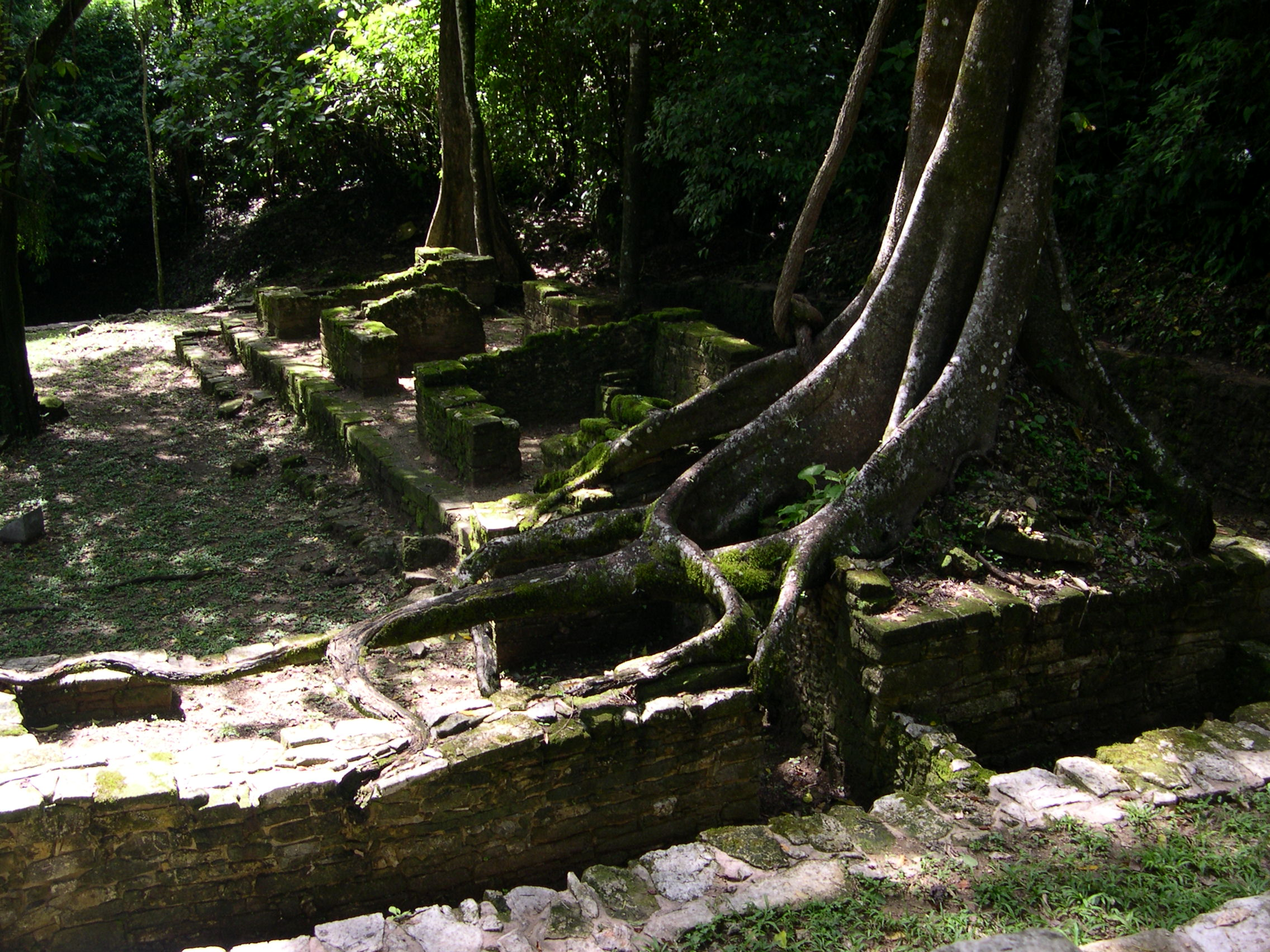
Casas em Palenque
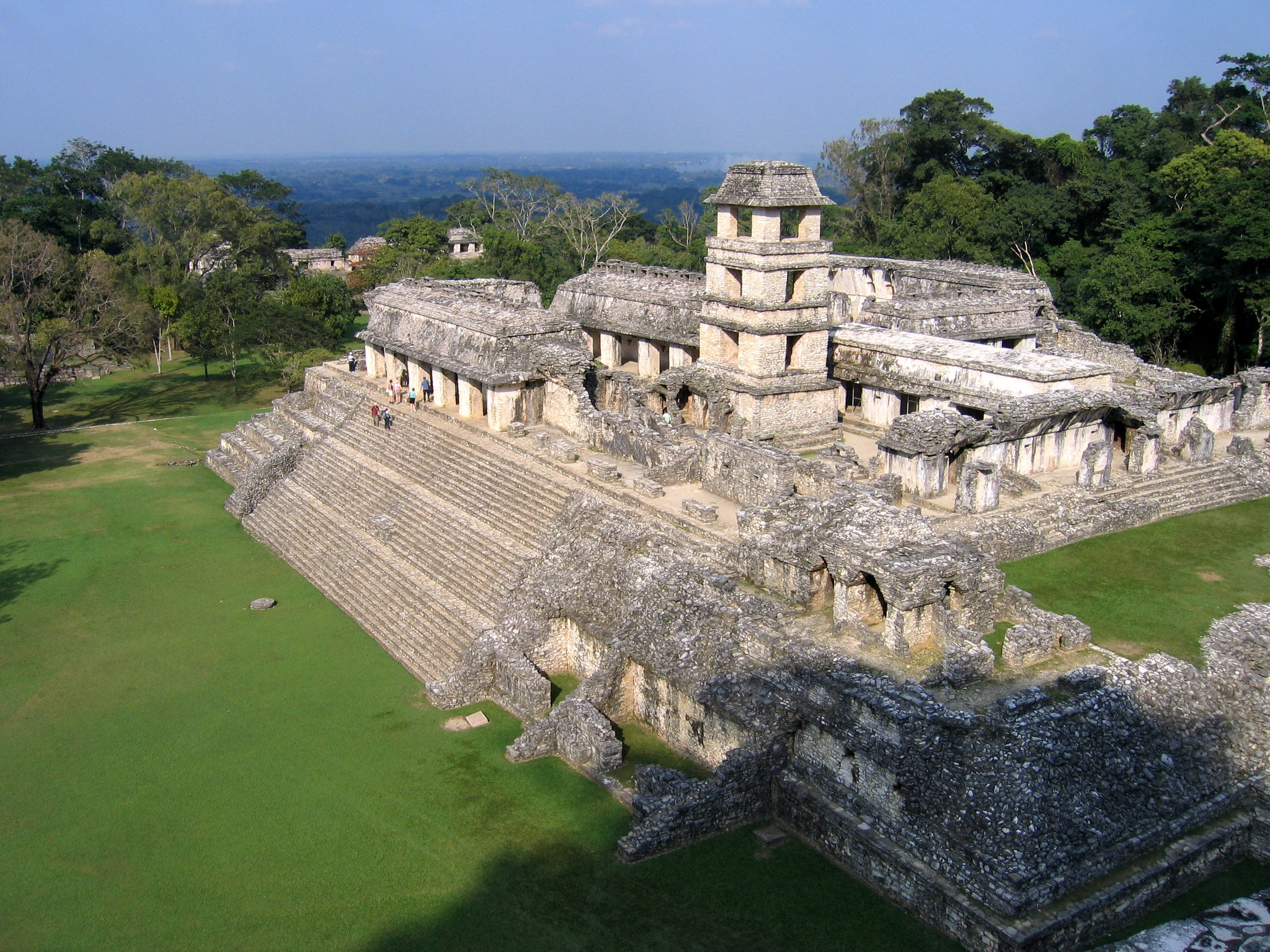
El Palacio de Palenque